# Фанниус, Жан
Жан Луи Анри Фанниус (фр. Jean Louis Henri Fannius; 10 декабря 1887, Марсель — 4 ноября 1955, Париж) — французский журналист.
Участник Первой мировой войны в звании второго лейтенанта, кавалер Ордена Почётного легиона (1919). В дальнейшем входил в парижские литературные круги, был близок с Гомесом Каррильо, после его смерти в 1927 году вместе с Жорж-Мишелем образовал группу «Друзья Гомеса Каррильо». В 1932 г. за освещение работы Международной колониальной выставки по представлению министерства колоний был удостоен звания офицера Ордена Почётного легиона. В 1936 году опубликовал книгу «Каса, или Французские часы» (фр. Casa, ou Les heures françaises), в которой в идиллических тонах описывается Касабланка.
В 1920—1932 гг. был женат на виолончелистке Люсьенне Радисс. Отец двух сыновей, старший, Клод (1921—1942), служил во флоте и погиб в море.